# Mercy Akuot
Mercy Akuot Marang est une militante des droits humains et chanteuse sud-soudanaise, vivant au Kenya.   

## Biographie

### Vie privée
Mercy est originaire de la communauté Dinka du Soudan du Sud. Elle fugue à l'âge de 15 ans, pour s'échapper à un mariage forcé avec propre oncle, beaucoup plus âgé qu'elle.  
En 2008, elle quitte son pays natal, le Soudan du Sud, obtenant une asile en Ouganda. Mais, son oncle, âgé de 56 ans, la répère à Kampala. Elle révéle, par la suite, avoir subi des violences physiques, des viols et une détention illégale de sa part.   
Elle déménage au Kenya en 2015, échappant à ce dernier, où elle est admise comme immigrante dans le camp de réfugiés de Kakuma au Kenya. 

### Carrière
Malgré son ambition de devenir avocate, elle  poursuit sa carrière en tant que travailleuse sociale et militante des droits des femmes en raison de ses vicissitudes. Elle milite ainsi contre le mariage des enfants, car, elle-même, ayant survécu au mariage sur mineure par ses propres parents. 
Elle devient ambassadrice des réfugiés au camp de réfugiés de Kakuma au Kenya.   
Elle travaille aussi bénévolement auprès du Conseil danois pour les réfugiés dans le cadre de son programme d’autonomisation des femmes dans le camp. En juin 2018, elle participe, avec d'autres réfugiés, au camp TEDxKakuma, le premier événement TEDx au monde organisé dans un camp de réfugiés.   Lors de cet événement, elle partage ses expériences sur le  mariage d'enfants, devenant, par la suite, militante des droits des femmes. 
Mercy est désignée comme l'une des deux artistes dans le cadre du projet Finding a Star de FilmAid, connu sous le nom de Making Stars-Kakuma et réalisé en collaboration avec le musicien kenyan Wyre. Elle sort, alors,  son premier single intitulé Anavyonifanya, en 2018. 
En décembre 2020, elle lance son album Bado Mapema (« Il est encore tôt ») en compagnie de deux autres réfugiées, Lisa Queen et Mlay, dans le camp kenyan. L'album décrit les dures réalités et expériences de Mercy et d'autres femmes réfugiées. 
En août 2021, elle est distinguée parmi les sept femmes activistes africaines méritant d'avoir un article sur Wikipédia par l'organisation de défense des droits, Global Citizen (en).

## Discographie
- Anavyonifanya - 2018
- Carte de Bado - 2020